# Morgan Frost
Morgan Frost (Aurora, Ontario, 14 de mayo de 1999) es un jugador profesional canadiense de hockey sobre hielo que se desempeña en la posición de centro en Philadelphia Flyers, equipo de la National Hockey League (NHL).

## Carrera
Fue seleccionado en la primera ronda en la NHL Entry Draft de 2017. En 2019 hizo su debut profesional con el equipo Philadelphia Flyers, donde lleva jugando cinco temporadas.